# 富岡臨時乘降場

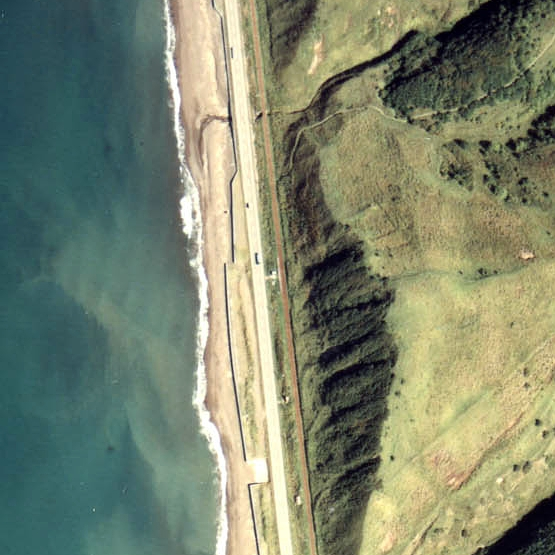
1977年的富岡臨時乘降場與方圓約500米範圍。上方為羽幌方向。鬼鹿富岡地區的山谷入口（圖片下方）距離臨時乘降場約800米，周邊沒有民居，因此不知道為什麼會設站。曾經在舊國道與海邊之間有數次房子。國道和月台之間的小道旁設有候車室。

富岡臨時乘降場（日语：／ Tomioka karijōkō-ba */?）是位於北海道留萌郡小平町字鬼鹿富岡，日本國有鐵道（國鐵）的羽幌線臨時乘降場（廢站）。隨著羽幌線廢線，臨時乘降場在1987年（昭和62年）3月30日廢除。

## 歷史
- 1956年（昭和31年）5月13日 - 日本國有鐵道（國鐵）天鹽線開設富岡臨利乘降場（由局（日语：鉄道管理局）設定）啟用[1]。
- 1987年（昭和62年）3月30日 - 羽幌線全線廢除，此臨時乘降場也廢除[1]。

## 車站構造
截至車站廢除前，車站是一座地面車站，設有1面1線的單式月台。由於此站是臨時乘降場，因此乘降場內無人當值。

## 車站周邊
- 國道232號（日语：国道232号）（天賣國道/日本海奧羅龍線（日语：日本海オロロンライン））
- 小椴子川

## 現況
現時已經沒有任何乘降場痕蹟，變成草叢。
此外，截至2011年（平成23年），此臨時乘降場附近的小椴子川處還遺留了混凝土建成橋台和路堤。另外，在另一處沼澤也遺留了混凝土建成的橋台。

## 相鄰車站
日本國有鐵道
羽幌線
大椴－富岡臨時乘降場－鬼鹿

## 注腳
1. 1 2  太田幸夫.  1. 札幌市: 富士コンテム. 2004-02-29: 174. ISBN 4-89391-549-5 （日语）.
2. 1 2  本久公洋. . 北海道新聞社. 2011-9: 212. ISBN 978-4894536128 （日语）.

## 外部連結
- 羽幌線廢線跡調査 （页面存档备份，存于）（日語）